# 1972

## Събития
- май – излиза албумът Demons and Wizards на „Юрая Хийп“.
- 14 юни – Самолетът при полет 471 на „Джапан Еър Лайнс“ се разбива при заход към международното летище Палам, Ню Делхи, Индия и убива 76 от 78 пътници и 10 от 11 членове на екипажа на борда, както и 4 на земята.
- 18 юни – Въздушната катастрофа в Стейнс: 118 души загиват, след като самолетът „Хоукър Сидели Трейдънт 1C“ катастрофира минути след излитане от лондонското летище „Хийтроу“.
- 1 септември – Боби Фишер заема мястото на Борис Спаски като световен шампион по шахмат.
- 13 октомври – Самолетът при полет 217 на „Аерофлот“ катастрофира край Москва и убива 174 на борда.
- 13 октомври – Пътнически самолет, който превозва отбор по ръгби, се разбива на около 4300 м в планинската верига на Андите, близо до границата между Аржентина и Чили. Оцелелите пътници се хранят с телата на загиналите техни приятели. Оцелелите са спасени повече от три месеца след това.
- 29 декември – Самолетът при полет 401 на „Ийстърн Еър Лайнс“ се разбива във Флорида Евърглейдс при заход към международното летище „Маями“, Маями, Флорида и убива 101 от 176-те души на борда.
- ? – Открито е столичното 108 СОУ „Никола Беловеждов“ в ж.к. „Дружба“1

## Родени
- Ангелина Илиева, българска писателка
- Деспина Кехайова, българска циркова актриса († 2004 г.)
- Никола Димитров, дипломат
- Ху Хайцин, китайска бизнес дама
- Шарбат Гула, афганистанка
- Явор Константинов, български поет
- 5 януари – Сакис Рувас, гръцки поп изпълнител
- 11 януари – Аманда Пийт, американска актриса
- 12 януари – Приянка Ганди, индийски политик
- 13 януари – Щефан Байнлих, германски футболист
- 19 януари 
  - Калина Сакскобургготска, българска княгиня
  - Борислав Цеков, български политик
- 21 януари – Катрин Сиачоке, колумбийска киноактриса
- 1 февруари – Кристиан Циге, германски футболист и треньор
- 2 февруари – Клара Добрев, унгарски политик
- 7 февруари – Любомир Нейков, български актьор
- 15 февруари – Ива Пранджева, българска лекоатлетка
- 22 февруари – Майкъл Ченг, американски тенисист
- 23 февруари – Явор Гърдев, български режисьор
- 24 февруари – Владимир Колев, български футболист
- 25 февруари – Анна Александрова, български политик и юрист
- 28 февруари – Гергана Стоянова, българска актриса
- 2 март – Моник Швитер, швейцарска писателка и актриса
- 5 март – Лука Турили, италиански китарист и композитор
- 6 март 
  - Мариане Тиме, холандски политик
  - Шакил О'Нийл, американски баскетболист
- 14 март – Искрен Веселинов, български политик
- 23 март 
  - Жюдит Годреш, френска актриса
  - Йонас Бьоркман, шведски тенисист
- 25 март – Роберто Акуня, аржентински футболист
- 27 март – Серхан Яваш, турски актьор
- 30 март – Карел Поборски, чешки футболист
- 2 април – Томас Главинич, австрийски писател
- 3 април – Добромир Митов, български футболен треньор
- 8 април – Пол Грей, басист на американската неометъл група Слипнот († 2010 г.)
- 10 април – Стоян Михалев, български поп изпълнител, композитор, китарист и политик
- 10 април – Марио Станич, хърватски футболист
- 17 април – Дженифър Гарнър, американска актриса
- 19 април – Ривалдо, бразилски футболист
- 20 април – Кармен Електра, американски модел и актриса
- 21 април – Адриана Дунавска, състезателка по художествена гимнастичка
- 22 април – Ана Фалки, италианско-финландски модел и актриса
- 2 май – Скалата, американски актьор
- 4 май – Майк Дърнт, американски музикант
- 5 май – Николай Младенов, български политик
- 12 май 
  - Здравко Радев, български футболист
  - Иво Георгиев, български футболист († 2021 г.)
  - Петър Цветанов, български футболист
- 19 май
  - Мая Бежанска, българска актриса
  - Йозджан Дениз, турски актьор и певец
- 20 май 
  - Бъста Раймс, американски хип-хоп изпълнител
  - Цветомир Иванов, български актьор и телевизионен водещ
- 21 май – The Notorious B.I.G., американски хип-хоп изпълнител
- 23 май – Рубенс Барикело, бразилски пилот от Формула 1
- 24 май – Юлиян Радулски, български шахматист
- 7 юни – Карл Ърбан, новозеландски актьор
- 10 юни – Саша Драгин, сръбски политик
- 11 юни – Мариян Димитров, състезател по кану-каяк
- 14 юни – Николай Иванов, български волейболист
- 16 юни – Стефан Юруков, български футболист
- 19 юни – Робин Тъни, американска актриса
- 23 юни 
  - Зинедин Зидан, френски футболист
  - Мария Гроздева, българска спортистка
- 24 юни – Георги Деянов, български футболист
- 27 юни – Наско Костадинов, български футболист
- 29 юни – Науал Ал Зогби, ливанска певица
- 4 юли – Алексей Широв, испански шахматист
- 19 юли – Нина Чилова, български политик
- 22 юли – Пламен Петров, български футболист
- 23 юли – Джоване Елбер, бразилски футболист
- 26 юли – Иван Миланов, български футболист
- 27 юли 
  - Валентин Найденов, български футболист
  - Илиана Жекова, български политик и психолог
  - Такаши Шимизу, Японски режисьор
- 29 юли 
  - Четин Хюсеин Казак, български политик
  - Метин Казак, български политик
  - Четин Казак, български политик
- 1 август – Вадим Милов, швейцарски шахматист
- 6 август – Джери Халиуел, английска поп певица
- 8 август – Люпус Тъндър, американски музикант
- 12 август 
  - Веселин Шулев, български футболист
  - Мира Добрева, българска журналистка
- 13 август – Ивайло Ваклинов, български футболист
- 15 август – Бен Афлек, американски актьор, сценарист и продуцент
- 19 август – Роберто Абондансиери, аржентински футболист
- 27 август 
  - Джими Поп, вокалист на американската фънк метъл група Bloodhound Gang
  - Ерджан Ебатин, български политик
- 30 август 
  - Павел Недвед, чешки футболист
  - Камерън Диас, американска актриса
- 31 август – Иван Димитров, български футболист
- 7 септември – Петър Харалампиев, български политик
- 8 септември – Маркус Бабел, германски футболист и треньор
- 9 септември – Горан Вишнич, американски актьор от хърватски произход
- 11 септември – Красимир Дунев, български гимнастик
- 18 септември – Димитър Рачков, български актьор и телевизионен водещ
- 20 септември – Адриана Брънчева, български политик
- 21 септември – Дейвид Силверия, американски музикант
- 2 октомври – Румен Босилков, български футболист
- 16 октомври – Лилчо Арсов, български футболист
- 17 октомври 
  - Еминем, американски рапър
  - Таркан, турски поп певец
- 26 октомври – Любомир Киров, български поп певец
- 27 октомври – Мария Мутола, спортистка от Мозамбик
- 4 ноември – Луиш Фиго, португалски футболист
- 6 ноември – Танди Нютън, англо-зимбабвийска киноактриса
- 12 ноември – Пабло Зарницки, аржентински шахматист
- 24 ноември – Георги Шейтанов, български футболист
- 26 ноември – Джеймс Дашнър, американски писател
- 3 декември – Малин Орачев, български футболист
- 7 декември – Христо Христов, български футболист
- 8 декември – Мирослав Боршош, български журналист и продуцент
- 27 декември – Мишо Шамара, български рап певец
- 28 декември – Патрик Рафтър, австралийски тенисист
- 29 декември – Джуд Лоу, английски актьор

## Починали
- ? – Андрей, Нюйоркски митрополит
- ? – Никола Щерев, български футболист и треньор
- Георгий Одинцов, съветски офицер
- Иван Данчов, български архитект
- 1 януари – Морис Шевалие, френски актьор (р. 1888 г.)
- 3 януари – Франс Мазарел, белгийски художник
- 31 януари – Матвей Захаров, съветски маршал (р. 1898 г.)
- 8 февруари – Маркос Вамвакарис, гръцки музикант (р. 1905 г.)
- 9 февруари – Николай Крилов, съветски маршал (р. 1903 г.)
- 1 март – Марко Рясков, български икономист и министър
- 11 март – Фредрик Браун, американски писател (р. 1906 г.)
- 27 март – Мориц Корнелис Ешер, холандски художник (р. 1898 г.)
- 6 април – Хайнрих Любке, 2-ри Бундеспрезидент на Германия
- 7 април – Иван Алтънов, български юрист
- 12 април – К. В. Керам, германски журналист и популяризатор на науката
- 16 април – Ясунари Кавабата, японски писател
- 23 април – Жорж Папазов, български художник
- 27 април – Кваме Нкрума, панафриканист и ганайски политик
- 2 май – Едгар Хувър, директор на ФБР (р. 1895 г.)
- 15 май – Ромас Каланта, литовски национален герой (р. 1953 г.)
- 28 май – Едуард VIII, крал на Англия (р. 1894 г.)
- 24 юли – Петко Стайнов, български юрист и общественик (р. 1890 г.)
- 20 август – Александър Вазов, български режисьор
- 15 септември – Ценко Бояджиев, български художник
- 1 октомври – Луис Лики, археолог и биолог
- 26 октомври – Игор Сикорски, Учен – авиоконструктор
- 10 ноември – Кирил Семов, български поп-певец (р. 1932 г.)
- 27 ноември – Виктор Ефтимиу, румънски писател
- 29 ноември – Г. М. Димитров, български политик (р. 1903 г.)
- 30 ноември – Димитър Домузчиев, български музикант и общественик
- 1 декември – Ип Ман, грандмайстор на бойното изкуство „Винг Чун“ (р. 1893 г.)
- 11 декември – Борис Тиков, български революционер
- 14 декември – Ангел Каралийчев, български писател (р. 1902 г.)
- 19 декември – Камен Писков, български шахматист
- 20 декември – Гюнтер Айх, немски поет и белетрист
- 23 декември – Андрей Туполев, руски авиоконструктор (р. 1888 г.)
- 24 декември – Ернст Кройдер, немски писател (р. 1903 г.)
- 26 декември – Хари С. Труман, 33-ти президент на САЩ (р. 1884 г.)
- 27 декември – Лестър Пиърсън, канадски политик

## Нобелови награди
- Физика – Джон Бардийн, Лион Купър, Джон Робърт Шрифър
- Химия – Кристиан Анфинсен, Станфорд Мур, Уилям Стейн
- Физиология или медицина – Джералд Еделман, Родни Портър
- Литература – Хайнрих Бьол
- Мир – наградата не се присъжда
- Икономика – Джон Хикс, Кенет Ароу

Вижте също:
- календара за тази година